# 圣弗卢尔莱唐
圣弗卢尔莱唐（法語：Saint-Flour-l'Étang，法語發音：[sɛ̃ fluʁ letɑ̃]；2020年之前名为圣弗卢尔 (Saint-Flour)）是法国多姆山省的一个市镇，位于该省东部，属于克莱蒙费朗区。

## 地理
圣弗卢尔莱唐（45°42'33"N, 3°30'15"E）面积9.45 平方千米，位于法国奥弗涅-罗讷-阿尔卑斯大区多姆山省，该省份为法国中南部省份，北起阿列省接壤，东临卢瓦尔省，南至上盧瓦爾省和康塔爾省，西接科雷兹省和克勒兹省。
与圣弗卢尔莱唐接壤的市镇（或旧市镇、城区）包括：库尔皮耶尔、多迈兹、奥弗涅地区圣迪耶、索维亚、特雷济乌。
圣弗卢尔莱唐的时区为UTC+01:00、UTC+02:00（夏令时）。

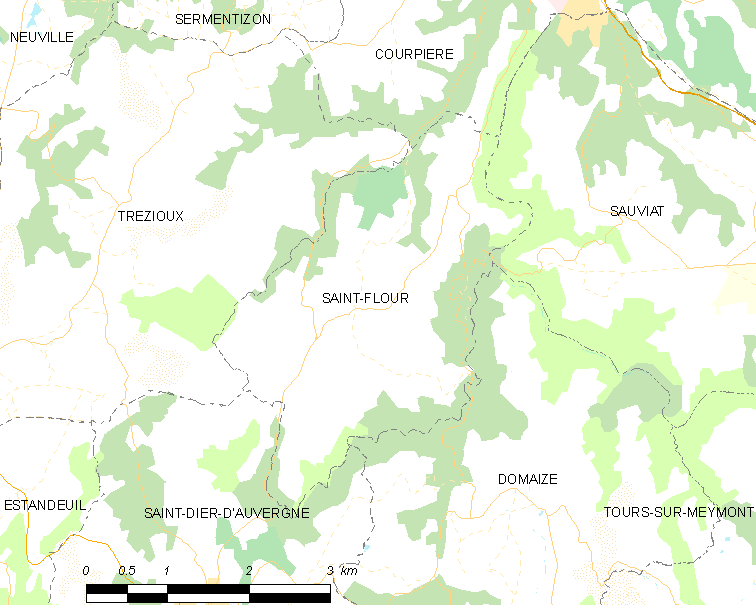
圣弗卢尔莱唐的OSM定位图

## 行政
圣弗卢尔莱唐的邮政编码为63520，INSEE市镇编码为63343。

## 政治
圣弗卢尔莱唐所属的省级选区为利夫拉杜瓦山县。

## 人口

1962-2008年间圣弗卢尔莱唐人口变化图示

圣弗卢尔莱唐于2022年1月1日时的人口数量为272人。